# Серра-Бранка

Серра-Бранка (порт. Serra Branca) — муніципалітет у Бразилії, входить до складу штату Параїба.
Складова частина мезорегіону Борборема. Входить в економіко-статистичний мікрорегіон Карірі-Осідентал.

## Історія
Місто було засноване 27 квітня 1960 року.

## Населення
Населення становить 13 564 особи (станом на 2015 рік).
Щільність населення — 16,3 ос./км².

## Територія
Займана площа міста 737,743 км².
Клімат місцевості: напівпустеля.

## Статистичні данні
- Валовий внутрішній продукт на 2003 рік становить 22 907 426 реалів (дані: Бразильський інститут географії і статистики).
- Валовий внутрішній продукт на душу населення на 2003 рік становить 1 872,59 реалів (дані: Бразильський інститут географії і статистики).
- Індекс розвитку людського потенціалу на 2000 рік становить 0,662 (дані: Програма розвитку ООН).